# Conrad Hilton Jr.
Conrad Nicholson „Nicky“ Hilton Jr. (* 6. Juli 1926 in Dallas, Texas; † 5. Februar 1969 in Los Angeles, Kalifornien) war ein amerikanischer Geschäftsmann, Manager und Aufsichtsratsmitglied bei Trans World Airlines. Er wurde bekannt als Sohn des Gründers der gleichnamigen Hotelkette, Conrad Hilton Sr., und als Ehemann von Elizabeth Taylor.

## Leben
Conrad Nicholson Hilton Jr., war der Sohn des Hoteliers Conrad Hilton und dessen erster Frau Mary Adelaide Barron. Hilton wuchs mit drei jüngeren Geschwistern auf: Barron, der die Hotelkette 1966 übernahm, Eric und Constance Francesca. Die Mutter der Halbschwester Francesca war Zsa Zsa Gabor.
Hilton war Absolvent der Loyola University Chicago und der École Hôtelière in Lausanne und arbeitete später im Management der Hilton International Company. Von 1950 bis 1951 war er mit Elizabeth Taylor und seit 1958 mit der Erdöl-Erbin Patricia McClintock verheiratet, mit der er zwei Söhne hatte. Hilton starb im Alter von 42 Jahren an einem Herzinfarkt. Er liegt auf dem Holy Cross Cemetery in Culver City beerdigt.